# 寧波櫟社國際機場
寧波櫟社國際機場，又称栎社国际机场、栎社机场，是一座位於中國浙江寧波海曙区石碶街道的民用機場。机场位于宁波市西南，距市区约12公里，于1990年6月30日启用。现有占地面积约3.05平方千米，远景规划场内用地面积为12.16平方公里，由宁波机场与物流发展集团有限公司进行经营管理工作。
栎社国际机场拥有2座客运航站楼、2座货运站和1条跑道，至2018年共有46家航空公司经营97条国内、港澳台及国际航线，通航城市78个。机场与城市快速路和城市轨道交通系统相连，方便旅客和货物的进出。据中国民用航空局统计，2019年栎社国际机场旅客吞吐量12,414,007人次，位列中国大陆第33。货邮吞吐量106,120.2吨，位列中国大陆第29。飞机起降89,487架次，位列中国大陆第42。

## 历史

### 初建与废弃
宁波栎社机场原名鄞西栎社机场，最初由国民政府于1936年建造。建成时以低承载力的泥结碎石路面为跑道，用以起降短程小型客机和轻型战斗机，也曾供蒋中正专机起降。抗日战争中，1937年至1941年间，机场遭受日军轰炸430余架次，期间进行多次抢修，1938年曾执行向日本长崎、佐世保空投反战传单的“纸片轰炸”任务。1941年，为防止日军利用，机场被国民政府毁坏。此后日军抓壮丁修复机场，日军投降后机场废弃。1949年中国人民解放军接管已遭荒废的栎社机场。50年代宁波庄桥机场改建期间，海军东海航空兵曾临时使用。在此期间，机场在在原南北向跑道基础上修建了一条仍以泥结碎石为路面的东西跑道，形成T型跑道。1955年，在解放大陈岛和一江山岛战役中，栎社机场曾进行大修，延长跑道，并曾驻有各式战斗机42架。60年代国家经济困难时期，机场在大办农业的群众运动中被改为农牧场。

### 重建与初期发展
改革开放后，宁波被列为沿海开放城市之一。最初，宁波庄桥机场曾作为军民合用机场，承担5条航线的运营任务，但班次、航线、机型均受到限制。1985年，国务院、中央军委批准建设宁波民用机场，选址为栎社机场旧址。1990年6月30日，耗资1.26亿元的宁波栎社机场正式投入使用，机场开航时飞行区等级为4D级，飞行跑道长2,500米。
机场开航后，航线数量和对外开放程度不断提高。1992年7月，国务院批准开放宁波栎社机场航空口岸，并批准开通宁波到香港的直达航班。1995年12月，海南航空公司在机场建立了宁波过夜基地。1997年3月，随着长城航空的正式落戶，宁波结束了有机场无航空公司的历史，该航空公司也成为了东航浙江公司的前身。1998年11月，宁波-澳门-台北/高雄航线开通。同年底，国际航空货运业务开通。2000年7月14日，宁波航空史上第一条国际航线宁波-曼谷包机航线开通。

### 二期扩建
进入21世纪后，根据国发〔2002〕6号的决定，中国开始推行机场实行属地化管理并进行空中交通管理体制改革。2002年1月8日，民航宁波空中交通管理站正式挂牌成立。根据民航空管体制改革方案，民航宁波空管站以原栎社机场航行处和通信处一部分为主要运行单位组建而成，隶属民航华东空中交通管理局，负责宁波区域空中交通管制业务。栎社机场组建公司归宁波地方属地化管理。2002年10月8日，投資7.7亿元的宁波栎社机场新航站楼（今称1号航站楼）正式启用。2004年4月28日，宁波栎社机场正式移交宁波市政府管理。
属地化管理后，宁波栎社机场不断开通新的客运和货运航线，并对机场设施进行了扩建和完善。2005年3月1日，宁波至香港全货机航班正式开通。同年4月1日，宁波航空口岸对外籍飞机开放得到国务院正式批准。当年11月29日，经民航总局批复，宁波栎社机场正式更名为宁波栎社国际机场。2006年2月8日，宁波栎社国际机场飞行区扩建工程顺利通过民航行业验收，并于16日正式启用了3200米跑道及新的飞行程序。同年4月22日，中国东方航空开通由空客A320型客機执飞的宁波-韩国首爾國際機場航线，这是宁波栎社机场升格为国际机场后开通的首条定期国际航线。2007年1月16日，投资1.9亿元的飞行区平行滑行道系统扩建工程正式开工建设。平行滑行道系統于2009年7月2日建成投入使用，这也标志着宁波栎社国际机场跨入4E级国际机场的行列。2009年4月26日，第三次陈江会谈签署的《海峡两岸空运补充协议》将宁波栎社机场列为两岸定期航班的27个大陆直航航点之一。8月31日，宁波至台湾直航開通。2009年12月30日，宁波栎社国际机场平行滑行道扩建工程通过民航行业验收，并于2010年3月10日正式投运。2011年11月1日，宁波栎社国际机场首条以国际快件业务为主的全货机航线“宁波-香港”航线正式开通，空港国际快件监管中心同日起正式运营。

### 三期扩建
至2011年，宁波栎社国际机场的年客流量突破500万人次大关，达到5,014,002万人次，进行新一轮的机场设施建设被提上日程。2012年9月13日，宁波栎社国际机场三期扩建工程项目建议书获国家发改委正式批复。宁波栎社国际机场三期扩建工程按照2020年旅客吞吐量1200万人次、货邮吞吐量50万吨目标设计。主要新建10.3万平方米的2号航站楼、3,000平方米的公务机候机楼、5万平方米的货运站、1.4万平方米的快件中心、41.2万平方米的停机坪，完善滑行道系统。2014年12月9日，机场年旅客吞吐量突破600万人次，机场通航城市43个，航线超过80条，入驻运营的国内外航空公司33家，机场每日旅客吞吐量近1.8万人次，飞机起降近170架次。2015年12月2日，宁波栎社国际机场三期扩建工程正式开工，机场三期扩建工程将按照“建设4E级国内干线机场和长三角国际航空物流枢纽”的要求，计划2018年完工，2019年投入使用。2016年11月13日，机场年旅客吞吐量突破700万人次，机场开通的国际及港澳台地区航线达到26条，其中日本线每周7班。在宁波栎社国际机场运营的航空公司达到45家，开通国内（含地区）、国际航线92条，通航城市77个。2016年12月15日，随着中国货运航空公司CK201航班降落，宁波栎社国际机场货邮吞吐量突破10万吨大关。2017年12月16日，机场年旅客吞吐量突破900万人次。截止该日，宁波栎社国际机场开通有95条国内（含地区）、国际航线，通航城市78个。
2019年12月28日，宁波栎社国际机场T2航站楼启用，1号航站楼停用并在2022年4月8日开始改造，2023年8月1日重新启用，12月22日正式重新启用。

### 四期扩建
2020年，中国民用航空局批准《宁波栎社国际机场总体规划（2020年版）》。根据此规划，宁波栎社国际机场至2030年将按照年旅客吞吐量3000万人次、货邮吞吐量50万吨、飞机起降25.3万架次规划。根据此规划，机场启动四期工程，新建3号航站楼、南侧跑道及滑行道，新建配套机坪及交通中心。与此同时，以机场与铁路宁波西站为核心规划建设宁波西枢纽片区，计划对接多条高速公路、城市快速路、城市轨道交通和市域铁路，形成站城融合的发展区块。

## 机场設施

### 跑滑道
机场建有1条跑道，建成于1990年，与机场航站楼同步投入使用，2006年延长。跑道全长3200米，宽45米，配备有先进的通讯导航和航行管制设备，航班保障能力为20架次/小时，可起降MD-82、空客A320、波音737、波音757、波音747等大中型客机。跑道主、次降方向均设I类精密进近灯光系统，长度900米的顺序闪光灯和精密进近航道指示器(PAPI)。跑道西南侧有一条和跑道等长的平行滑行道，跑道和滑行道之间新建5条垂直联络道和1条次降方向的快速脱离滑行道。机场三期扩建工程拟建2条快速出口滑行道，1条旁通滑行道，以完善滑行道系统。

### 航站楼

#### 1号航站楼（T1）
1号航站楼总建筑面积4.35万平方米，机坪面积14.2万平方米，有16个停机位，其中7个近机位，7座登机桥，按年旅客吞吐量380萬人次、高峰小時1700人次的要求建設。候机楼采用直线贯通式的布置方式，使旅客行走的距离最小。航站楼分为二层，构成四个较明确的功能区。底层为到达功能区，按前后关系布置行李处理、设备功能区、到达及行李提取厅和迎宾厅。二层为出发功能区，按前后关系布置办票大厅和候机厅功能区。在两大功能之间设有过渡区，在过渡区分别布置了国际、国内联检办公区及相应的功能用房。地下車庫1.34萬平方米，地面停車場5271平方米，可同時停靠330多輛小車和30輛大客車。航站區綠化面積達29.7萬平方米。该航站楼在2号航站楼启用后暫停使用，并于2022年4月8日进行改造，包括功能及旅客流程的调整、加固部分结构、内部装修及改善部份设施和设备、增建连接2号航站楼的连廊通道。2023年8月1日重新启用，长龙航空、海南航空、首都航空、天津航空、祥鹏航空、西部航空、长安航空、金鹏航空以及龙江航空的国内航班转移至该航站楼运营，12月22日正式重新启用，南方航空、厦门航空、四川航空、河北航空、重庆航空、江西航空、东海航空、奥凯航空、成都航空、华夏航空、幸福航空、吉祥航空、瑞丽航空、青岛航空、九元航空、多彩贵州航空、湖南航空的航班转移至该航站楼运营。
| 2F | 商业区                 | 餐饮、购物                                      |
| 2F | 国内、国际及港澳台出发 | 1-9登机口、国内出发安检、国际及港澳台出发联检区 |
| 1F | 国际及港澳台到达       | 入境、边检、行李提取、海关                      |
| 1F | 国内出发、到达         | 11-15登机口（远机位）、行李提取                 |
| B1 | 停车场P1               |                                                 |

#### 2号航站楼（T2）

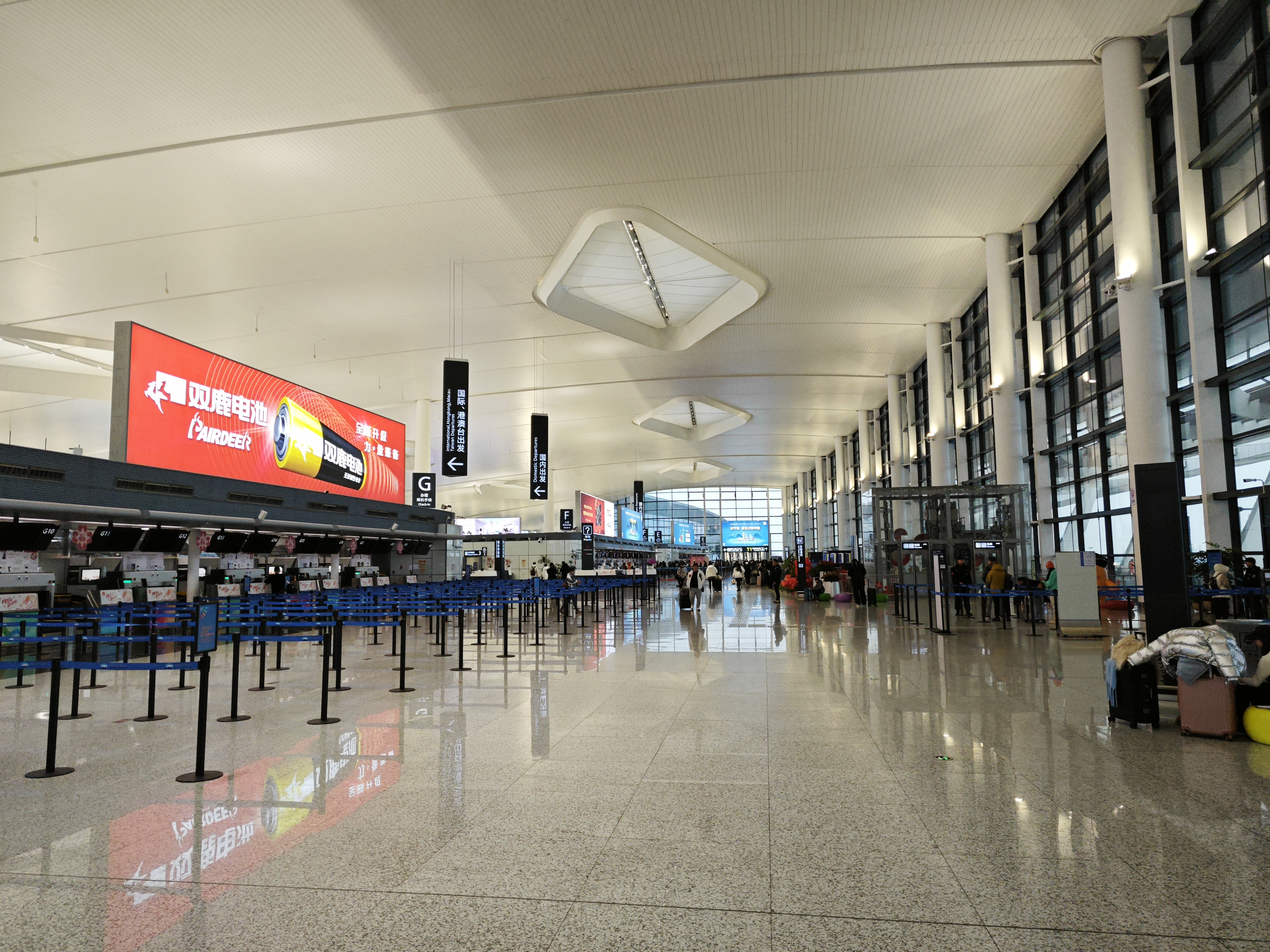
2号航站楼出发大厅

2号航站楼按照2020年旅客吞吐量1200万人次，2025年货邮吞吐量50万吨的目标设计。航站楼面积约10.47万平方米，整体方案取意于“海定则波宁”，外观流线型，富有金属质感。航站楼共分4层，其中地下一层连接机场交通中心，可实现地铁、地下停车场、机场大巴的换乘，地面一层、二层为到达层，地面三层为出发层。同时扩建工程还包括新建41.2万平方米的停机坪、6.26万平方米的交通中心，2.4万平方米地面停车场，6.2万平方米的辅助生产生活设施等配套设施。
| 3F | 出发层               |                    |
| 2F | 到达层               |                    |
| 1F | 到达层               |                    |
| B1 | 机场交通中心、停车场 | 换乘地铁、机场大巴 |

#### 公务机候机楼
机场三期扩建工程拟建的公务机候机楼位于位于宁波栎社国际机场贵宾楼东面，工程已于于2014年5月15日开工，候机楼总建筑面积1443平方米，总投资约1823万元，建成后可满足年公务机起降1000架次的航班保障能力。同时，工程还将建造6300平方米公务机库及配套设备用房。

#### 城市航站楼
宁波栎社国际机场在宁波市辖区内外设有多座异地城市航站楼，包括设在象山县客运东站的象山航站楼、新昌县客运中心的新昌航站楼以及舟山市定海区的舟山城市航站楼。城市航站楼为乘客提供航班咨询、乘机手续办理、行李托运、机场巴士等一系列配套服务。

### 航空货站
航空货站占地面积达到3万平方米，功能划分为国内出发仓库、国内到达仓库、国际出发仓库、国际到达仓库等，同时配套有货代企业业务用房等设施，具备20万吨货邮处理能力。
2013年5月份开工的宁波栎社国际机场临时货运区改扩建工程，工程总建筑面积达25621平方米。工程新建国际货站13111平方米、货代业务用房4117平方米、国内分拨棚2073平方米、国际货站辅助用房2866平方米、国内货站改造3454平方米。其中，工程新建国际货站位于现快件中心与东航作业区之间，建筑层数为整体一层、局部三层，建筑总高度为15米，总面积达到13111平方米，满足年货物处理能力8万吨；设有国际货运出发、货运到达、安全检查通道及营业、业务用房、跨境电子商务场地，国际货站采用钢结构设计，整个屋面采用大跨度网架结构。
机场三期扩建工程拟新建4.9万平方米货运站和1.4万平方米快件中心。

## 航空交通管制
2013年12月，华东空管局召开了宁波进近划设研讨会。根据宁波空管站提出的方案，会议确定了第一阶段宁波进近管制区域范围。机场自2014年4月底正式启动塔台、进近空中交通管制分离运行模式。宁波进近除负责本地区航班的进离场指挥，还东扩至海上，承担舟山机场进离场航班的指挥。
2016年1月8日零时起，宁波空管进近管制区域由程序管制转为全面实施雷达监控条件下缩小飞行间隔的管制方式。
2016年11月24日凌晨，宁波空管站塔台电子进程单系统正式进入试运行阶段。
2017年8月28日起，宁波空港进近管制区正式实施雷达管制。初期飞行间隔为10公里，后期将进一步下降至6公里。
| 类型             | 名称        | 頻道頻率                    |
| ---------------- | ----------- | --------------------------- |
| 塔台             | NINGBO TWR  | 118.350,118.700,130.000 MHz |
| 进近控制         | NINGBO APP  | 125.450,119.550 MHz         |
| 地面控制         | NINGBO GND  | 121.950 MHz                 |
| 自动终端情报服务 | NINGBO ATIS | 126.45 MHz                  |

## 机场交通设施

### 公路连接
机场与通往宁波市区的机场快速路相连。经过机场快速路可以通过朝阳收费站进入G1504宁波绕城高速公路，通过宁波收费站进入S5杭甬高速公路，也可通过夏禹快速路前往铁路宁波站。
机场三期扩建工程还将配套建设一条机场大道，西接甬金高速连接线，东接机场快速路，实现航站楼之间、航站楼与外部交通之间的贯通。

### 机场巴士
至2018年1月，宁波栎社国际机场现有机场巴士往返宁波市区、舟山、余姚、慈溪、杭州湾新区五个地区。
- 市区大巴：停靠宁波客运中心、铁路宁波站，终点为兴宁路民航售票处。
- 舟山大巴：停靠定海城市候机楼、沈家门，终点为朱家尖。
- 余姚大巴：停靠余姚民航售票处、太平洋大酒店、余姚高速客运站。
- 慈溪大巴：停靠慈溪西站、繁兴票务、慈溪客运中心、观城、掌起。
- 杭州湾新区大巴：停靠方特站。

### 出租车
在交通状况正常情况下，从乘搭出租车前往宁波市区約需人民币30-50元。
- 宁波栎社国际机场到宁波客运中心的出租车费用为30元左右
- 宁波栎社国际机场到铁路宁波站的出租车费用为40元左右
- 宁波栎社国际机场到市中心（天一广场）的出租车费用为50元左右

### 地铁

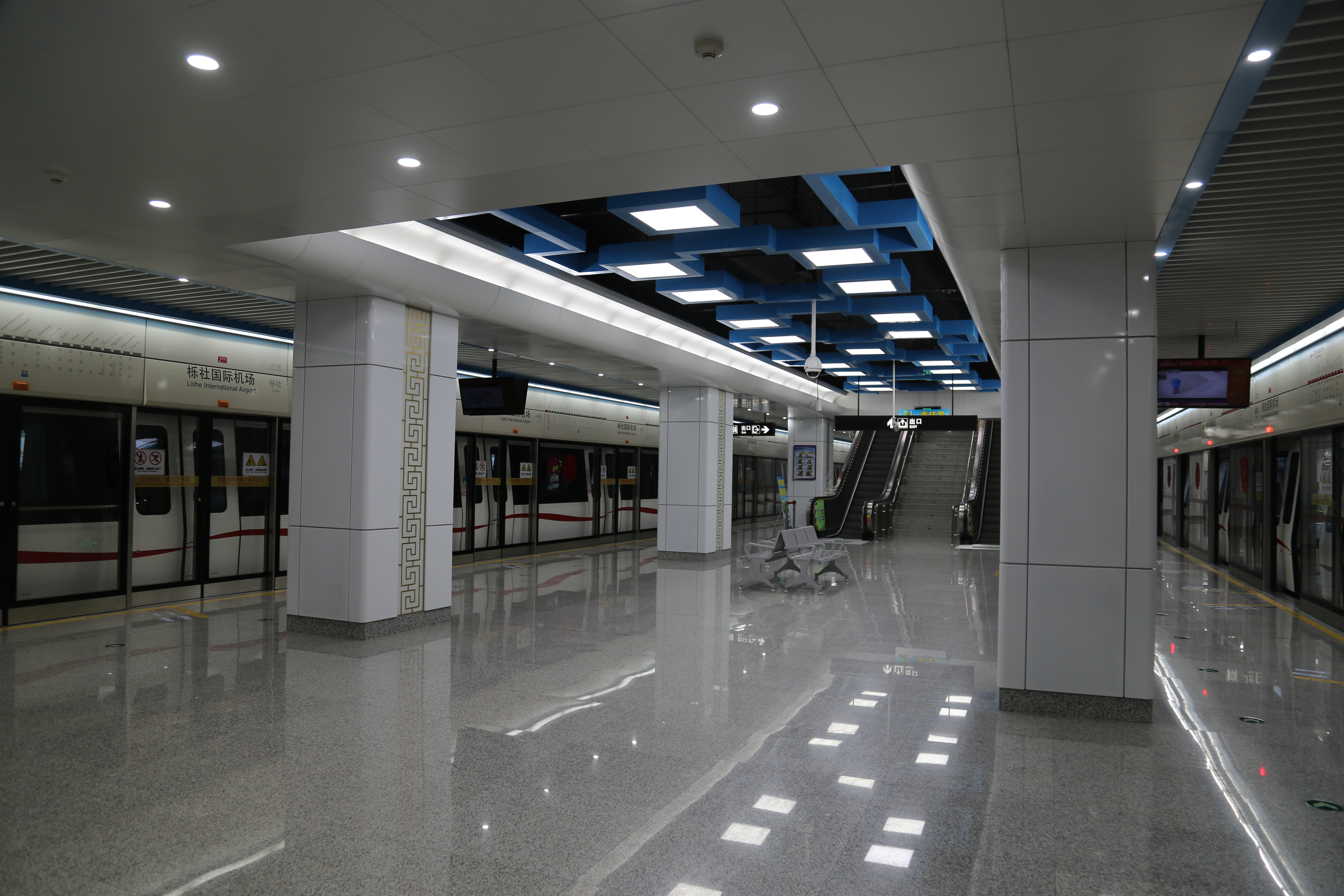
栎社国际机场站站台

宁波轨道交通2号线连接栎社国际机场、宁波客运中心和铁路宁波站。栎社国际机场站位于2号航站楼（T2）南部交通中心，与2号航站楼实现无缝对接。地铁站与1号航站楼（T1）间原采用巴士接驳，旅客可在栎社国际机场站B出口和T1航站楼免费乘坐，2号航站楼启用后该服务取消。

## 航空公司與航点

### 境內航线
| 航空公司     | 目的地 |
| ------------ | --- |
| 春秋航空     | 长春、成都/天府、大连、贵阳、揭陽/潮汕、井冈山、兰州、沈阳、石家庄、珠海、南宁、重庆、北海（經停常德)、阿勒泰 |
| 中国东方航空 | 北京/大興、成都/天府、重庆、广州、贵阳、桂林、济南、昆明、南昌、青岛、上海/浦东、深圳、武汉、西安、烟台、泸州 |
| 四川航空     | 成都/双流、成都/天府、重庆、哈尔滨、海口、昆明、南昌、三亚、沈阳、长沙、西昌（经泸州）                        |
| 中国南方航空 | 北京/大興、重庆、大连、广州、哈尔滨、南宁、深圳、武汉、长沙、郑州                                             |
| 海南航空     | 大连、东营、广州、青岛、深圳、太原、潍坊、西安、长沙、郑州                                                    |
| 长龙航空     | 贵阳、淮安、济宁、景德镇、南昌、黔江、威海、南宁、兴义                                                        |
| 中国国际航空 | 北京/首都、成都/双流、重庆、广州、万州                                                                        |
| 厦门航空     | 大连、厦门、长春、长沙                                                                                        |
| 首都航空     | 三亚、 海口、大连、西安                                                                                       |
| 山东航空     | 海口、青岛、汕头                                                                                              |
| 福州航空     | 池州、西安、郑州                                                                                              |
| 九元航空     | 廣州、貴陽、瀋陽                                                                                              |
| 烏魯木齊航空 | 呼和浩特、烏魯木齊                                                                                            |
| 深圳航空     | 广州、临沂 |
| 祥鹏航空     | 安庆、宜昌 |
| 上海航空     | 上海/浦东 |
| 桂林航空     | 揭陽/潮汕 |
| 中国联合航空 | 北京/大興 |
| 天津航空     | 天津 |
| 奥凯航空     | 天津 |
| 多彩贵州航空 | 铜仁 |
| 中国西部航空 | 长沙 |
| 成都航空     | 长沙 |

### 港澳台/國際航线
| 航空公司     | 目的地                           |
| ------------ | -------------------------------- |
| 中国东方航空 | 香港、台北/桃園、新加坡          |
| 春秋航空     | 大阪/关西、福冈、济州、曼谷/廊曼 |
| 上海航空     | 布达佩斯                         |
| 長龍航空     | 卡利博                           |
| 國泰航空     | 香港                             |
| 香港快运航空 | 香港                             |
| 澳门航空     | 澳门                             |
| 華信航空     | 台北/桃園                        |
| 春秋航空日本 | 东京/成田                        |
| 釜山航空     | 首爾/仁川                        |
| 亚洲航空     | 吉隆坡                           |
| 越捷航空     | 芽庄                             |
| 泰国狮子航空 | 曼谷/廊曼、普吉岛                |
| 泰国越捷航空 | 曼谷/蘇凡納布                    |
| 柬埔寨航空   | 金邊                             |

### 货运航线
| 航空公司     | 目的地                                         |
| ------------ | ---------------------------------------------- |
| 金鵬航空     | 天津                                           |
| 顺丰速运     | 大阪/关西、台北/桃园、天津、深圳、石家庄、长沙 |
| 中国货运航空 | 阿姆斯特丹、上海/浦东                          |
| 友和道通航空 | 达卡                                           |
| 卡利塔航空   | 安克雷奇                                       |

## 统计数据
| 年份 | 旅客吞吐量 (人次) | 旅客量同比 | 起降架次 | 架次同比 | 货邮吞吐量 (吨) | 货运量同比 |
| ---- | ----------------- | ---------- | -------- | -------- | --------------- | ---------- |
| 2006 | 2,972,429         | 17.4%▲0    | 30,865   | 14.3%▲0  | 38,768.1        | 26.1%▲0    |
| 2007 | 3,300,626         | 11%▲0      | 31,541   | 2.2%▲0   | 39,642.6        | 2.3%▲0     |
| 2008 | 3,574,352         | 8.3%▲0     | 34,002   | 7.8%▲0   | 39,768.8        | 0.4%▲0     |
| 2009 | 4,031,447         | 12.8%▲0    | 37,512   | 10.3%▲0  | 46,839.7        | 17.8%▲0    |
| 2010 | 4,517,070         | 12%▲0      | 402,105  | 4.7%▲0   | 55,966.6        | 19.5%▲0    |
| 2011 | 5,014,002         | 11.0%▲0    | 44,083   | 12.2%▲0  | 58,763.0        | 5.0%▲0     |
| 2012 | 5,266,738         | 5.0%▲0     | 44,924   | 1.9%▲0   | 61,662.0.       | 4.9%▲0     |
| 2013 | 5,459,333         | 3.7%▲0     | 46,468   | 3.4%▲0   | 64,247.3        | 4.2%▲0     |
| 2014 | 6,359,139         | 16.5%▲0    | 53,897   | 16.0%▲0  | 78,024.5        | 21.4%▲0    |
| 2015 | 6,855,075         | 7.8%▲0     | 56,110   | 4.1%▲0   | 77,054.2        | -1.2%▼0    |
| 2016 | 7,792,305         | 13.7%▲0    | 63,663   | 38.9%▲0  | 107,019.7       | 13.5%▲0    |
| 2017 | 9,390,527         | 20.5%▲0    | 73,257   | 15.1%▲0  | 120,446.9       | 12.5%▲0    |
| 2018 | 11,718,416        | 24.8%▲0    | 85,434   | 16.6%▲0  | 105,673.2       | -12.3%▼0   |
| 2019 | 12,414,007        | 5.9%▲0     | 89,487   | 4.7%▲0   | 106,120.2       | 0.4%▼0     |

请参阅源Wikidata查询.

## 所获荣誉
- 国际卫生机场（浙江省首个，全国第11个）[51]

## 意外事故
2023年8月7日下午，卡利塔航空所属的一架波音747-400货机在完成着陆后进行机位滑行过程中偏出跑道，导致机场15时18分后航班全部取消，事故飞机未见明显损伤，无起火、无冒烟，事故未造成人员伤亡。8月8日上午12时8分事故飞机搬移，16时起航班恢复。

## 外部連結
- 官方网站（简体中文）（英文）
- 宁波机场与物流园区  （页面存档备份，存于）（简体中文）（英文）